# Glypta tumifrons
Glypta tumifrons là một loài tò vò trong họ Ichneumonidae.